# Attentat du marché Tcherkizovski
L'attentat du marché Tcherkizovski est un attentat à la bombe perpétré le 21 août 2006 à Moscou, en Russie, par l'organisation d'extrême droite Le Salut (en). La bombe explose au marché Tcherkizovski (en), où travaillent beaucoup de vendeurs originaires d'Asie centrale, et fait quatorze morts et une cinquantaine de blessés.

## Déroulement
Le 21 août 2006, une explosion a lieu au marché Tcherkizovski de Moscou. Cet attentat terroriste tue quatorze personnes dont deux enfants (huit meurent sur place et les autres à l'hôpital) et fait 61 blessés. Parmi les victimes figurent six Tadjiks, trois Ouzbeks, un Biélorusse, un Chinois et deux Russes,. Selon des témoins oculaires, le sac contenant les bombes a été apporté par trois personnes, dont deux sont arrêtées sur place par des policiers du marché.
Par la suite, les témoignages permettent à la police de dresser un portrait-robot des suspects. On sait maintenant que la bombe a été fabriquée artisanalement par un certain Oleg Kostarev, né en 1986, chimiste de formation. Selon ses aveux, cinq personnes, dont lui-même, sont impliquées dans l'attentat.
Au bout d’un certain temps il est établi que tous les suspects appartenaient à l’organisation nationaliste Spas, qui présente ses idées comme patriotiques. En outre, ses militants avaient déjà été accusés d’un certain nombre d’autres crimes xénophobes. Quelques jours avant l’explosion du marché Tcherkizovski, l’un d’eux avait écrit dans son journal : « Maintenant, j’ai l’intention de préparer une action terroriste à grande échelle. Mon but est de tuer plusieurs centaines d’ennemis et d’arrêter l’afflux d’immigrants ». Le groupe était entraîné par Sergueï Klimouk, dit Chaman, sous-officier du FSB.
Le 15 mai 2008, le tribunal municipal de Moscou prononce contre les accusés dans cette affaire des peines allant de deux ans de prison à l'emprisonnement à perpétuité. C’est cette dernière peine qui frappe Nikolaï Koroliov (en), Ilia Tikhomirov, Oleg Kostarev et Sergueï Klimouk. 

## Victimes
| Nationalité | Morts |
| ----------- | ----- |
| Tadjikistan | 6     |
| Ouzbékistan | 3     |
| Russie      | 2     |
| Biélorussie | 1     |
| Chine       | 1     |
| Inconnu     | 1     |
| Total       | 14    |